# La realidad y el deseo
La Realidad y el Deseo (1924-1962) es el título de la poesía completa reunida y escrita por Luis Cernuda, con esas mayúsculas en sus últimas ediciones.
En abril de 1936 se publicó en España la primera edición, que aunaba seis obras suyas: Perfil del aire (que figuraba con el título Primeras poesías (1924-1927)), Égloga, elegía, oda, Un río, un amor, Los placeres prohibidos, Donde habite el olvido e Invocaciones a las gracias del mundo.
El 19 de abril de 1936 se celebró un banquete en homenaje a Cernuda en un restaurante de la calle Botoneras de Madrid. En el acto tomaron parte Vicente Aleixandre, Rafael Alberti, Manuel Altolaguirre, Concha Méndez, Concha de Albornoz, María Teresa León, Rosa Chacel, Delia del Carril, Federico García Lorca, Jorge Guillén, Gerardo Diego, Pablo Neruda, Arturo Serrano Plaja, Pedro Salinas, José Bergamín, José Moreno Villa y Miguel Pérez Ferrero.
En julio de 1936 empezó la guerra civil española. En 1938 el poeta marchó al exilio a Francia, Inglaterra, Escocia, Estados Unidos y México. Cuando se publicaban más ediciones iba añadiendo a las mismas más obras poéticas.
En 1940 se publicó una segunda edición en México con su obra Las nubes. El 30 de septiembre de 1958 se publicó, también en México, la tercera edición ampliada, que incluyó su obra Con las horas contadas y algunos poemas de una serie inacabada que en un futuro se llamará Desolación de la quimera. En 1964 se volvió a publicar en México una cuarta edición.

## Estructura y contenido
Cernuda compila su poesía de la experiencia en varias fases en las que chocan dos fuerzas opuestas: un deseo liberador, sin fin, que conduce siempre a nuevas metas desconocidas, y una realidad coercitiva, amarga y ruin. El poeta solo puede consolarse con el canto de los hímnicos acordes y de las elegías. 
La poesía de juventud (1924-1935) consta de los libros "Primeras poesías" (Perfil del aire, 1924), de sesgo guilleniano, en forma de décimas, y Égloga, elegía y oda (1926-1927), bajo la impronta de Garcilaso de la Vega, con su poema "El joven marino".
La lectura de André Gide y de poetas franceses como Pierre Reverdy, como señala en su autobiográfico "Historial de un libro", donde cuenta cómo surgió La Realidad y el Deseo, le influye poderosamente. La etapa surrealista siguiente contiene Un río, un amor (1929) y Los placeres prohibidos (1931); en ellos el poeta asume francamente su homosexualidad y se libera de su represión. Su amor de entonces era Serafín Fernández Ferro. 
La época neorromántica y becqueriana consta de Donde habite el olvido (1932 y 1933) e Invocaciones (1934-1935), que contiene su famoso "Soliloquio del farero". 
Su plenitud poética se muestra a partir de la Guerra Civil y en el exilio a Inglaterra, en sus libros Las nubes (1937-1940) y Como quien espera el alba (1941-1944); asimila la poesía inglesa de los metafísicos del XVII, y la más moderna de William Blake, Yeats y T. S. Eliot; también asimila la poesía germánica de Hölderlin, al que traduce, y otros poetas. La etapa estadounidense se refleja en Vivir sin estar viviendo (1944-1949), Con las horas contadas (1950-1956) y Desolación de la quimera (1956-1962), donde asoman nuevas formas como el monólogo dramático y la poética del culturalismo, que tanto se dejarán ver en los Novísimos; su último amor, mexicano, se refleja en los "Poemas para un cuerpo"; hay también un ciclo de senectute y una pronunciada amargura contra España, "donde todo nace muerto, vive muerto y muere muerto", así como ajustes de cuentas con algunas figuras como Juan Ramón Jiménez o Dámaso Alonso, pero también con nostalgia y afecto por el grupo Cántico de jóvenes poetas que lo reivindica en Córdoba.